# Prémio Pulitzer de Furo de Reportagem
O Prémio Pulitzer de Furo de Reportagem é um Prémio Pulitzer entregue a um exemplo notável de furo de reportagem, reportagem local de notícias do momento. Tem sido entregue desde 1953 com diferentes nomes:
- De 1953 a 1963: Prémio Pulitzer de Reportagem Local, Edição Temporal
- De 1964 a 1984: Prémio Pulitzer de Reportagem Local Geral ou Notícias Locais
- De 1985 a 1990: Prémio Pulitzer de Reportagem de Notícias Gerais
- De 1991 a 1997: Prémio Pulitzer de Reportagem de Notícias Locais
- De 1998 até ao presente: Prémio Pulitzer de Furo de Reportagem

Até 1953, um Prémio Pulitzer de Reportagem Local juntava a reportagem de furos e investigativa na mesma categoria. O Comité Pulitzer emite uma justificação oficial explicando os motivos para a entrega do prémio. 

## Lista de vencedores do Prémio Pulitzer de Reportagem Local, Edição Temporal
- 1953: Redacção de Providence (RI) Journal and Evening Bulletin, "pela sua cobertura espontânea e cooperativa de um assalto a um banco e perseguição policial que levou à captura do bandido."
- 1954: Redacção do Vicksburg (MS) Sunday Post-Herald, "pela sua cobertura marcante do tornado 5 de Dezembro de 1953, durante dificuldades extraordinárias."
- 1955: Caro Brown, Alice (TX) Daily Echo, "por uma série de novas histórias sobre o ataque bem-sucedido à regra política de um homem nos subúrbios Duval County, criada sobre pressão  incomum na edição temporal e circunstâncias  difíceis, ate perigosas. A Sra. Brow vasculhou os factos atrás dos eventos diários dramáticos, obtendo as suas histórias apesar da oposição política implacável, mostrando habilidade profissional e coragem."
- 1956: Lee Hills, Detroit Free Press, ;'pela sua reportagem de primeira página agressiva, engenhosa e abrangente das negociações dos funcionários da United Automobile com a Ford e General Motors por um salário anual garantido."
- 1957: Redacção do Salt Lake (UT) Tribune, "pela sua cobertura pronta e eficiente do Desastre aéreo do Grand Canyon, onde morrerram 128 pessoas."
- 1958: Redacção do Fargo (ND) Forum, "pelas suas notícias rápidas, vívidas e detalhadas e cobertura fotográfica de um tornado que atingiu Fargo a 20 de Junho."
- 1959: Mary Lou Werner, The Evening Star, "pela sua cobertura abrangente, durante um ano, da crise de integração na Virgínia que demonstrou qualidades admiráveis de precisão, velocidade e habilidade de  interpretação das notícias sob pressão dos prazos no decurso de uma tarefa difícil."
- 1960: Jack Nelson, The Atlanta Constitution, "pela sua denúncia dos abusos no Hospital Mental Central de Milledgeville."[1]
- 1961: Sanche De Gramont, "pelo seu relato comovente da morte de Leonard Warren no palco do Metropolitan Opera."
- 1962: Robert D. Mullins, Deseret News, Salt Lake City, UT, "Pela sua cobertura engenhosa de um assassínio e rapto em Dead Horse Point, Utah."
- 1967: Sylvan Fox, Anthony Shannon, William Longgood, New York World-Telegram and Sun "pela sua reportagem de um acidente aéreo em Jamaica Bay, matando 95 pessoas a 1 de Março de 1962."

## Lista de vencedores do Prémio Pulitzer de Reportagem Local Geral ou Notícias Locais
- 1964: Norman C. Miller do The Wall Street Journal, "pelo seu relato abrangente de uma burla de milhões de dólares de óleo vegetal em Nova Jérsia.
- 1965: Melvin H. Ruder do Hungry Horse News, um semanário em Columbia Falls, MT, "pela sua cobertura ousada e engenhosa de cheias desastrosas que ameaçaram a sua comunidade, um esforço individual na melhor tradição da reportagem de notícias locais.
- 1966:Redacção do Los Angeles Times, "pela sua cobertura das manifestações de Watts.
- 1967: Robert V. Cox do Chambersburg (Pensilvânia) Public Opinion, "pela sua reportagem vívida sob prazo de uma caça ao homem que terminou com a morte de um atirador enlouquecido que tinha aterrorizado a comunidade.
- 1968: Redacção do Detroit Free Press, "pela sua cobertura das manifestações de Detroit de 1967, reconhecendo o brilho do trabalho da redacção de notícias locais detalhadas e a sua investigação rápida e precisa nas causas subjacentes à tragédia.
- 1969: John Fetterman do Louisville Times and Courier-Journal, "pelo seu artigo, "Pfc. Gibson Regressa a Casa," a história de um soldado norte-americano cujo corpo foi devolvido do Vietname à sua cidade para o enterro.
- 1970: Thomas Fitzpatrick do Chicago Sun-Times, "pelo seu artigo sobre a violência de jovens radicais em Chicago, "Uma boleia de noite selvagem com SDS."
- 1971: Redacção do Akron (OH) Beacon Journal, "pela sua cobertura da tragédia na Universidade Estatal Kent a 4 de Maio de 1970.
- 1972: Richard Cooper e John Machacek do Rochester (NY) Times-Union, "pela sua cobertura da revolta em Attica, uma prisão de Nova Iorque.
- 1973: Redacção do Chicago Tribune, " por revelar violações flagrantes dos procedimentos eleitorais nas eleições primárias de 21 de Março de 1972.
- 1974: Arthur M. Petacque e Hugh F. Hough do Chicago Sun-Times, "por desvendarem novas provas que levaram à abertura de esforços de resolver o assassínio de 1966 de Valerie Percy.
- 1975: Redacção do Xenia (OH) Daily Gazettepela sua cobertura, sob enormes dificuldades, de um tornado que destruiu a cidade a 3 de Abril de 1974.
- 1976: Gene Miller do Miami Herald, "pela sua reportagem insistente e corajosa durante oito anos e meio, que levou à exoneração e libertação de dois homens que tinham sido por duas vezes julgados por homicídios e sentenciados à morte na Florida.
- 1977: Margo Huston do The Milwaukee Journal, "pelas suas reportagens sobre os idosos e o processo de envelhecimento.
- 1978: Richard Whitt do Louisville Courier-Journal, "pela sua cobertura de um incêndio que levou 164 vidas no Beverly Hills Supper Club em Southgate, Ky., e a investigação subsequente sobre a falta de aplicação de códigos estaduais de incêndio.
- 1979: Redacção do San Diego (CA) Evening Tribune, "pela sua cobertura da colisão entre um avião da Pacific Southwest com um avião pequeno sobre a cidade.
- 1980: Redacção do The Philadelphia Inquirer, "pela cobertura do acidente nuclear de Three Mile Island.
- 1981: Redacção do Longview (WA) Daily News, "pela sua cobertura da história de Mt. St. Helens, incluíndo fotografias de Roger A. Werth.
- 1982: Redacção do Kansas City Star e Kansas City Times, "pela cobertura do desastre do Hyatt Regency Hotel e identificação das suas causas.
- 1983: Redacção do Fort Wayne (IN) News-Sentinel, "pela sua cobertura corajosa e engenhosa de umas cheias devastadores em Março de 1982.
- 1984: Equipa de repórteres  do Newsday, Long Island, NY, "pela sua cobertura empreendedora e abrangente do caso Baby Jane Doe e as suas implicações  sociais e políticas de longo alcance.

## Lista de vencedores do Prémio Pulitzer de Reportagem de Notícias Gerais
- 1985: Thomas Turcol do Virginian-Pilot and Ledger-Star, (Norfolk, Va.) "pela cobertura no City Hall que expôs a corrupção de um funcionário do desenvolvimento económico local."
- 1986: Edna Buchanan do Miami Herald, "pela sua reportagem versátil e consistentemente excelente sobre violência policial."
- 1987: Redacção do Akron Beacon Journal, "pela sua cobertura, sob pressão de prazos, de uma tomada de poder na Goodyear Tire and Rubber Co. por um financiador europeu."
- 1988: Redacção do Alabama Journal (Montgomery), "pela sua investigação atractiva sobre a invulgarmente elevada taxa estadual de mortalidade infantil, que gerou legislação para combater o problema."
- 1988: Redacção do Lawrence Eagle-Tribune, "por uma investigação que revelou falhas sérias no sistema de precárias nas prisões do Massachusetts e levou a reformas significantes por todo o estado."
- 1989:  Redacção do Louisville Courier-Journal, "pela sua cobertura exemplar inicial de um acidente num autocarro que levou 27 vidas e a análise subsequente precisa e efectiva das causas e implicações da tragédia."
- 1990: Redacção do San Jose Mercury News, "pela sua cobertura detalhada do Sismo de Loma Prieta de 1989 e as suas consequências.

## Lista de vencedores do Prémio Pulitzer de Reportagem de Notícias Locais
- 1991: Redacção do Miami Herald, "pelas histórias sobre perfis de um líder de um culto local, os seus seguidores e as suas ligações a muitos assassinatos na área."
- 1992: Redacção do Newsday, "pela cobertura de um descarrilhamento de um metro de meia-noite em Manhattan que matou cinco passageiros e feriu mais de 200."
- 1993: Redacção do Los Angeles Times, "pela sua cobertura abrangente e penetrante, sob pressão de prazos, do segundo dia dos Distúrbios de Los Angeles em 1992, o mais destrutivos.
- 1994: Redacção do New York Times, "pela sua cobertura abrangente do Atentado de 1993 ao World Trade Center."
- 1995: Redacção do Los Angeles Times, "pela sua reportagem a 17 de Janeiro de 1994, do caos e devastação nas consequências do Sismo de Northridge de 1994."
- 1996: Robert D. McFadden do New York Times, "pela sua escrita altamente habilidosa e reportagem dentro do prazo durante o ano."
- 1997: Redacção do Newsday, "pela sua cobertura empreendedora do acidente do Voo TWA 800 e as suas consequências."

## Lista de vencedores do Prémio Pulitzer de Furo de Reportagem
- 1998: Redacção do Los Angeles Times  "pela sua cobertura de um assalto fracassado a um banco, que levou a um tiroteio com a polícia em North Hollywood."
- 1999: Redacção do Hartford Courant, "pela sua cobertura de um tiroteio realizado por um funcionário da lotaria estadual que deixou cinco mortos."
- 2000: Redacção do Denver Post, "pela sua cobertura do Massacre de Columbine."
- 2001: Redacção do Miami Herald, "pela sua cobertura da apreensão de Elián González por agentes federais."
- 2002: Redacção do Wall Street Journal, "pela sua cobertura do Ataque de 11 de Setembro ao World Trade Center."
- 2003: Redacção do Eagle-Tribune, "pela suas histórias do afogamento acidental de quatro rapazes no for Merrimack River."
- 2004: Redacção do Los Angeles Times, "pela sua cobertura atractiva e abrangente dos incêndios florestais maciços que puseram em perigo a região povoada do Sul da Califórnia."
- 2005: Redacção do Star-Ledger, "pela sua cobertura abrangente, lúcida da demissão do governador da Nova Jérsia após o anúncio de que era gay e confissão de adultério com um amante masculino."
- 2006: Redacção do Times-Picayune, "pela sua cobertura corajosa e agressiva do Furacão Katrina, ultrapassando condições desesperantes vividas na cidade e no jornal."
- 2007: Redacção do The Oregonian, "pela sua cobertura engenholsa e tez do desaparecimento de uma família nas montanhas do Oregon, contando a história trágica na versão impressa e online."
- 2008: Redacção do The Washington Post, "pela sua cobertura excepcional, multifacetada do Massacre do Virginia Tech no Virginia Polytechnic Institute and State University, contando a história em desenvolvimento nas versões impressas e online."
- 2009: Redacção do The New York Times, "pela sua cobertura rápida e extensa do escândalo de prostituição que resultou na demissão do Gov. Eliot Spitzer, revelando a história no seu Web site e depois desenvolvendo-o com reportagens competentes e de fogo-rápido."
- 2010: Redacção do The Seattle Times, "pela sua cobertura abrangente, em versão imprensa e online, das mortes num tiroteio de quatro oficiais da polícia num café e a caça ao homem de 40 horas ao suspeito. "
- 2011: Não houve entrega do prémio
- 2012: Redacção do The Tuscaloosa News, "pela sua cobertura empreendedora de um tornado mortal, usando média social bem como reportagens tradicionais para produzir actualizações em tempo real, ajudar a localizar pessoas desaparecidas e produzir relatos profundos impressos, mesmo depois de uma interrupção de energia ter forçado o jornal a ser impresso noutra fábrica mais distante em 50 milhas."
- 2013: The Denver Post pela cobertura do Massacre de Aurora[2]
- 2014: Redacção do The Boston Globe "pela sua cobertura exaustiva e empática do Atentado à Maratona de Boston de 2013 e a subsequente caça ao homem que se desenvolveu na cidade, usando fotografia e uma gama de ferramentas digitais para capturar o impacto total da tragédia."[3]
- 2015: Redacção do The Seattle Times , "pelo seu relato digital do Deslizamento de terra em Oso de 2014 e uma reportagem de acompanhamento que explorou como poderia ter sido evitada a calamidade."[4]
- 2016: The Los Angeles Times, "Pelas reportagens excepcionais, que incluíram perspectivas locais e globais, sobre o tiroteio em San Bernardino e a investigação de terror que se seguiu."
- 2017: Redação do East Bay Times, Oakland, CA "pela sua cobertura intrépida do incêndio "Ghost Ship", que matou 36 pessoas numa festa num armazém e pela reportagem após a tragédia, que denunciou as falhas do município na tomada de decisões que poderiam ter prevenido a tragédia.
- 2018: Redação do The Press Democrat, Santa Rosa, CA "pela sua cobertura lúcida e forte dos incêndios florestais históricos que destruíram a cidade de Santa Rosa e o condado de Sonoma County, utilizando com inteligência um conjunto de ferramentas, incluindo fotografias, video e plataformas sociais, de modo a elucidar os seus leitores — em tempo real e em reportagens profundas subsequentes."